# Berglemming
Der Berglemming (Lemmus lemmus) ist eine der Arten der Echten Lemminge (Lemmus), aus der Familie der Wühler (Unterfamilie: Wühlmäuse). Er bewohnt die subarktischen Fjellgebirge und die arktischen Tundra-Gebiete Fennoskandinaviens einschließlich der Kolahalbinsel. In seinem Lebensraum ist er der häufigste Kleinsäuger und daher das wichtigste Beutetier für Beutegreifer.

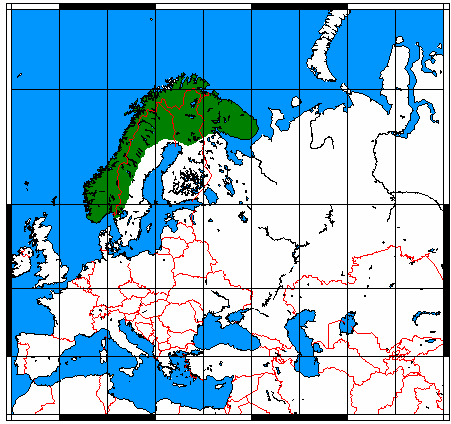
Verbreitungsgebiet der Berglemminge

## Merkmale
Die Kopf-Rumpf-Länge eines Berglemmings beträgt 8 bis 14 cm, hinzu kommt ein 2 cm langer Schwanz. Sie wiegen 40 bis 110 Gramm und haben eine gedrungene Gestalt, die in Größe und Erscheinungsbild an Hausmeerschweinchen erinnert. An den Vorderfüßen verfügen sie über Grabkrallen. Berglemminge haben einen dichten Pelz. Ihr Fell ist auf der Unterseite gelbbraun, an den Seiten und hinten rotbraun. Auf der Oberseite befindet sich eine schwarze Färbung von der Nase bis zur Rückenmitte, die sich oft in einem Streifen bis zum Hinterteil fortsetzt. Im Bereich der Ohren unterbrechen orangebraune Flecken die Schwarzfärbung. Lemminge machen Laute, die wie helles Quieken, Keckern oder Knurren klingen, wobei Jungtiere eine etwas hellere Stimme haben als ausgewachsene Tiere.

## Lebensweise
Berglemminge sind tags wie nachts aktiv. Sie halten keinen Winterschlaf, leben aber im Winter überwiegend unter der Schneedecke. Im Sommer legen sie Baue an, die bis zu 30 cm tief reichen. Diese verbinden die Oberfläche mit einer Nestkammer, die einen Durchmesser von etwa 15 cm hat und mit Gräsern und Haaren ausgepolstert wird. Gelegentlich gibt es auch weitere Kammern, zum Beispiel für den Kotabsatz. Im Winter werden stattdessen Hohlräume unter dem Schnee (subnivaler Raum) oder aus Pflanzenteilen bestehende Kugelnester auf dem Schnee angelegt.
Hauptnahrung sind Moose, Heidel- und Preiselbeeren, sowie Baumrinden, aber auch Flechten, Wurzeln, Gräser und Triebe. Fressfeinde des Berglemmings sind Polarfuchs, Vielfraß, Hermelin, Schneeeule und Raubmöwen, sowie der zugewanderte Rotfuchs.

## Fortpflanzung und Bestand
Wenn der Winter mild war, das Frühjahr früh einsetzt und der Herbst spät kommt, dafür das Nahrungsangebot reichhaltig ist, kommt es zu einer Bevölkerungsexplosion. Nach einer Tragzeit von 20 bis 21 Tagen wirft das Weibchen durchschnittlich sechs Junge. Normal sind drei Würfe pro Jahr, mit jeweils bis zu 13 Jungtieren.
In Jahren, in denen es zur Massenvermehrung kommt, pflanzen sich die Weibchen des 1. und 2. Wurfs bereits in ihrem Geburtsjahr (mitunter mehrfach) fort. So kommt ein einziges Weibchen in einem Lemmingjahr auf bis zu 1.000 direkte Nachkommen.
Ein Paar wurde beobachtet, wie es in 167 Tagen acht Würfe hervorbrachte.
Nach Angaben der Weltnaturschutzorganisation IUCN ist der Berglemming, laut einer Erhebung von 2016, nicht in seinem Bestand gefährdet.

## Massenwanderungen
Da die Populationen der Berglemminge starken Schwankungen ausgesetzt sind, kommt es alle drei bis vier Jahre zu sogenannten Lemmingjahren. Aber auch in Jahren ohne Massenvermehrung wandern Berglemminge zur Zeit der Schneeschmelze in ihr Sommergebiet und kehren ab August in ihr Überwinterungsgebiet zurück.
Während es regelmäßig zu Lemmingjahren kommt, lässt sich etwa alle 32 bis 36 Jahre ein so genannter Lemmingausbruch dokumentieren. In Folge von Platz- und Nahrungsmangel werden die Tiere aggressiv und beginnen sich gegenseitig zu beißen und zu verletzen. Dieses Verhalten geht dem Aufbruch auf eine größere Massenwanderung als sonst üblich voraus, bei der die Berglemminge die Höhenzüge verlassen und gemeinsam talwärts ziehen. Dabei zwingt ihr angeborener Instinkt die kleinen Nager, auf der Suche nach neuen Territorien, immer geradeaus zu laufen. Sie überwinden sogar Hindernisse wie Flüsse und Schluchten, mitunter auch, indem sie klettern, springen oder schwimmen. Berglemminge können auf diese Weise Strecken von über 100 Kilometern zurücklegen, wobei viele von ihnen unterwegs sterben und so selbst zur Regulierung ihrer Überbevölkerung beitragen. In vermenschlichender Weise wurde solches Verhalten oft als „Massenselbstmord“ beschrieben. Dieser Mythos erlangte durch den 1958 von der Walt Disney Company produzierten Tierfilm Weiße Wildnis große Verbreitung, in dem spektakuläre Bilder von Lemmingen gezeigt werden, die sich einen Abhang hinunterstürzen. Die Aufnahmen sind aber nicht unter den natürlichen Lebensumständen der Lemminge entstanden. Bei den Dreharbeiten kamen Hunde zum Einsatz, damit gefilmt werden konnte, wie sich die Lemminge den Abhang hinunterstürzen.
Gelangen die Berglemminge immer tiefer in die Täler, so treffen sie unterhalb der Baumgrenze auf die Territorien ihrer kleineren Verwandten, der Waldlemminge. Diese verteidigen ihre Gebiete gegen die Eindringlinge, so dass auch nach der Ankunft viele der entkräfteten Berglemminge in der fremden Umgebung zu Grunde gehen.

## Evolution
Der Berglemming ist eines der jüngsten Säugetierarten. Erst vor etwa 35.000 Jahren spaltete er sich von der westlichen Population des Sibirischen Lemmings (Lemmus sibiricus) ab.

## Bilder

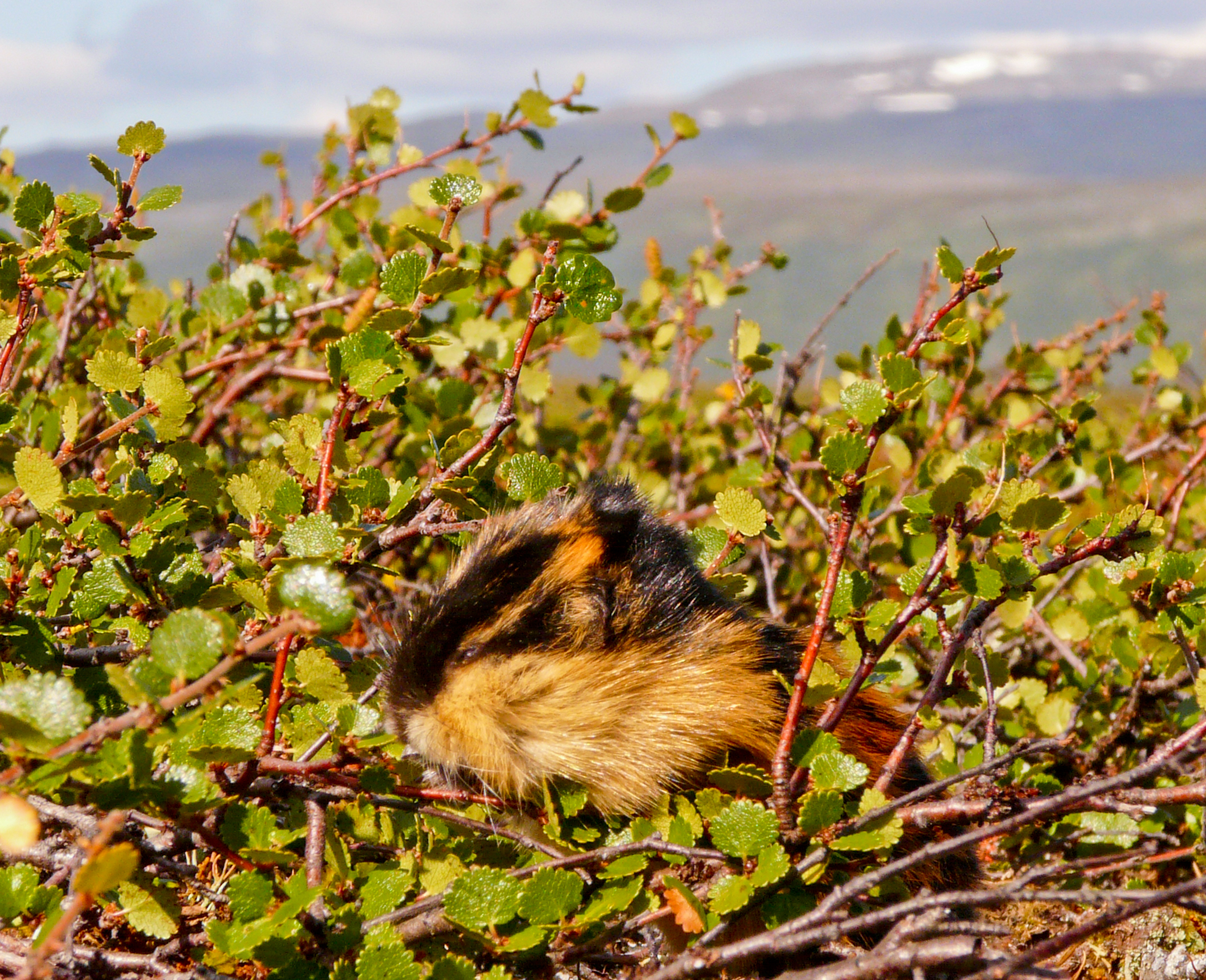
Berglemming in Zwergbirken
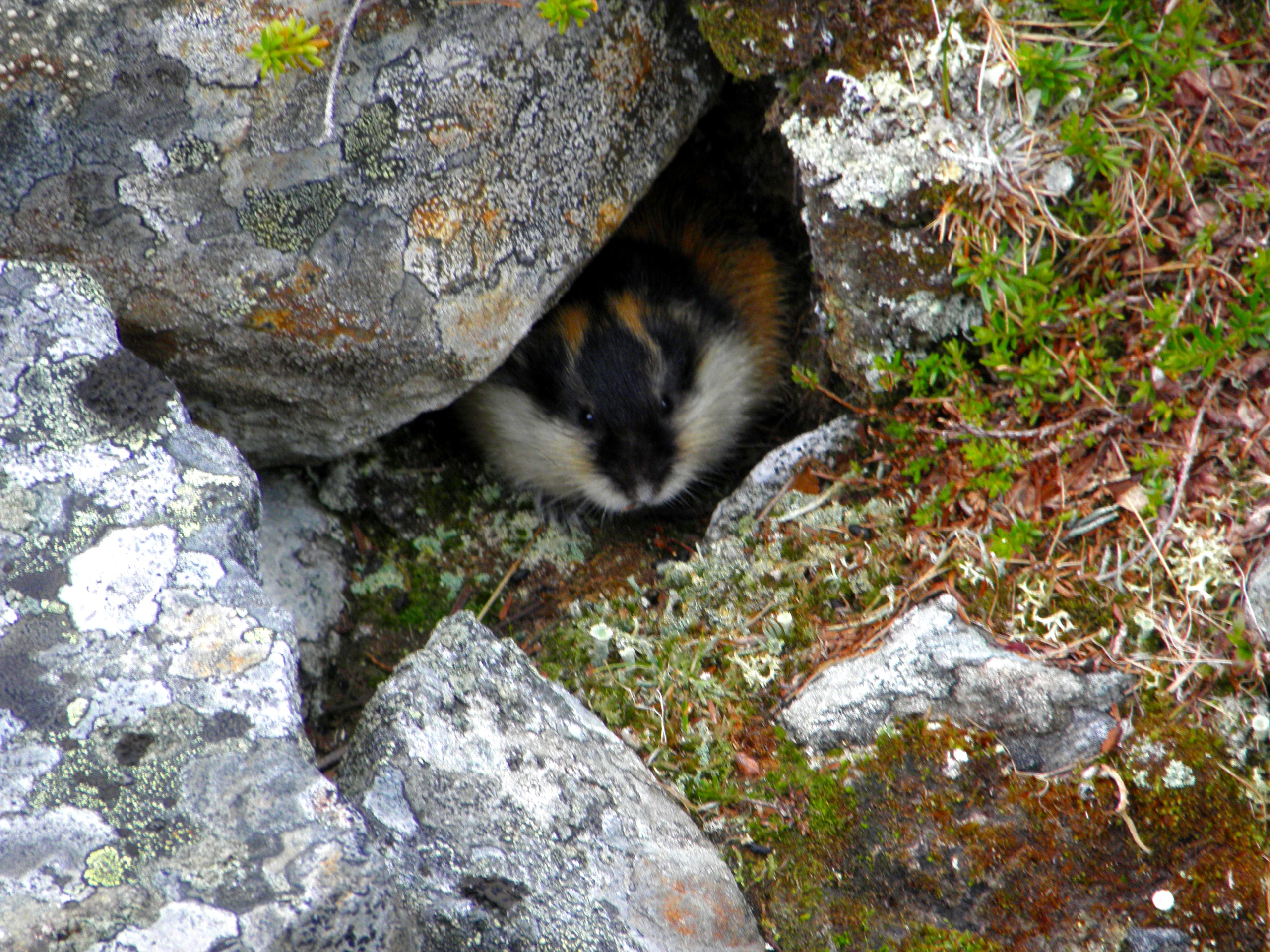
Ein Berglemming versteckt sich
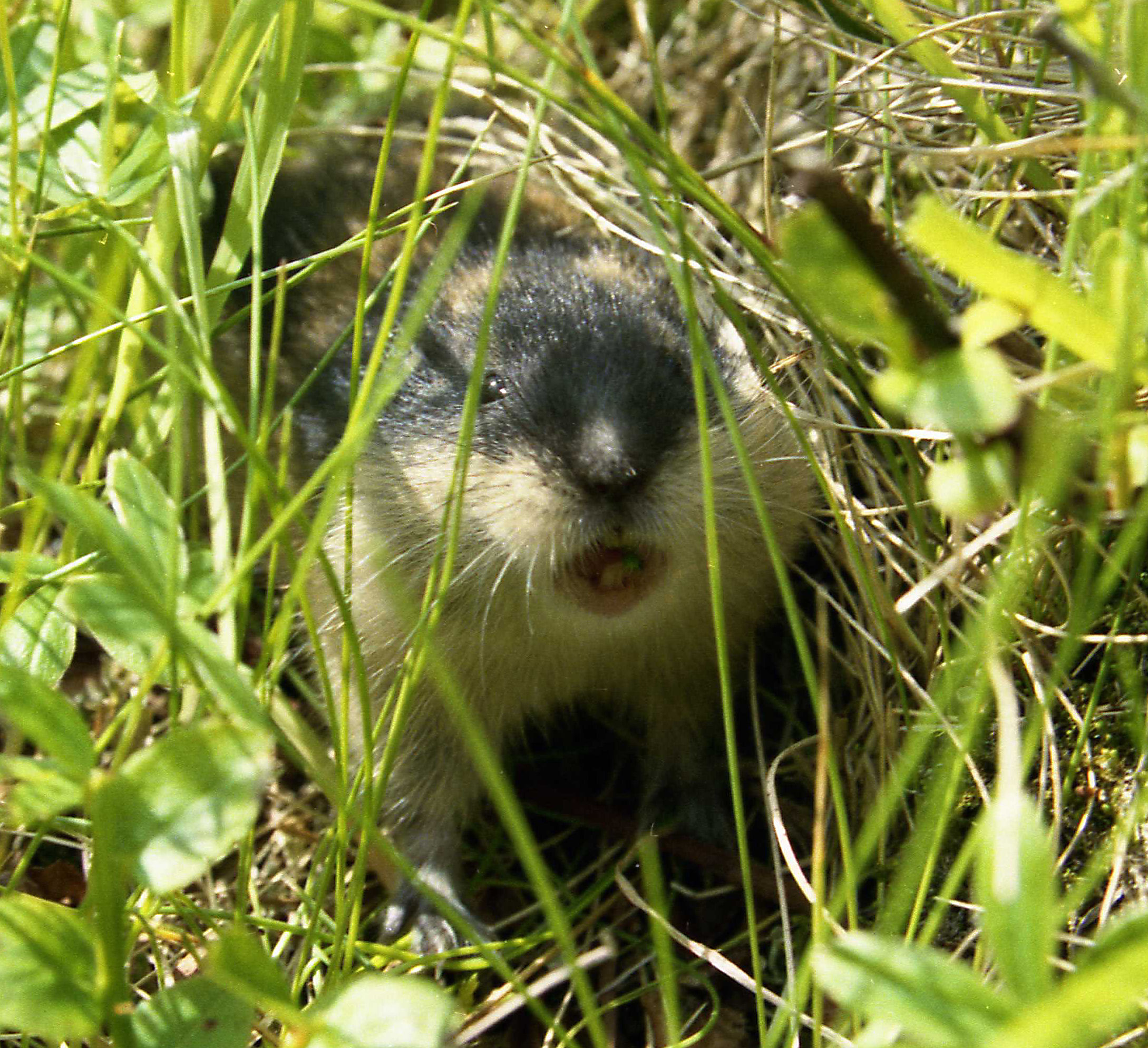
Aufgeschreckter Berglemming
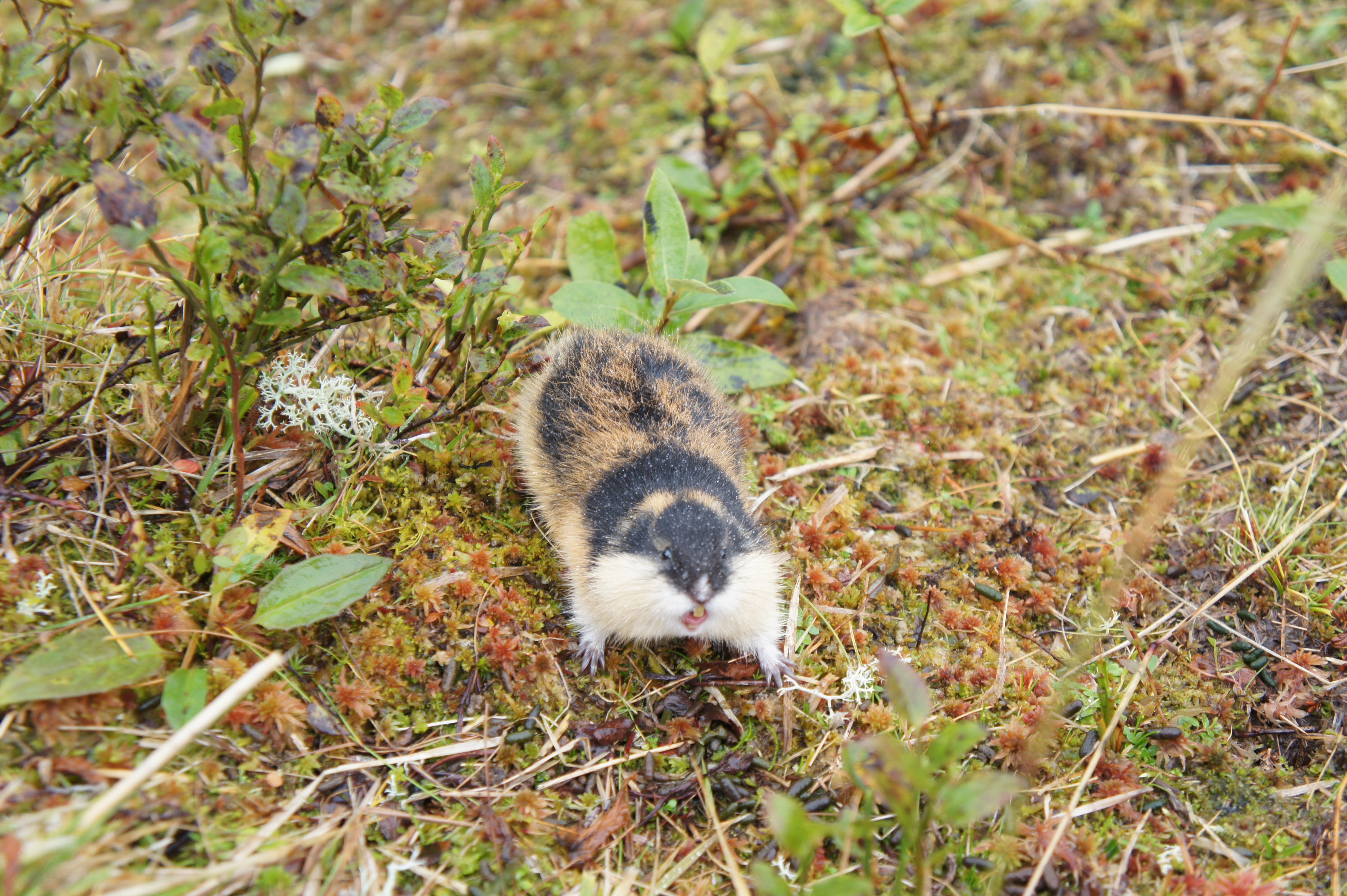
Berglemming in der defensiven Position
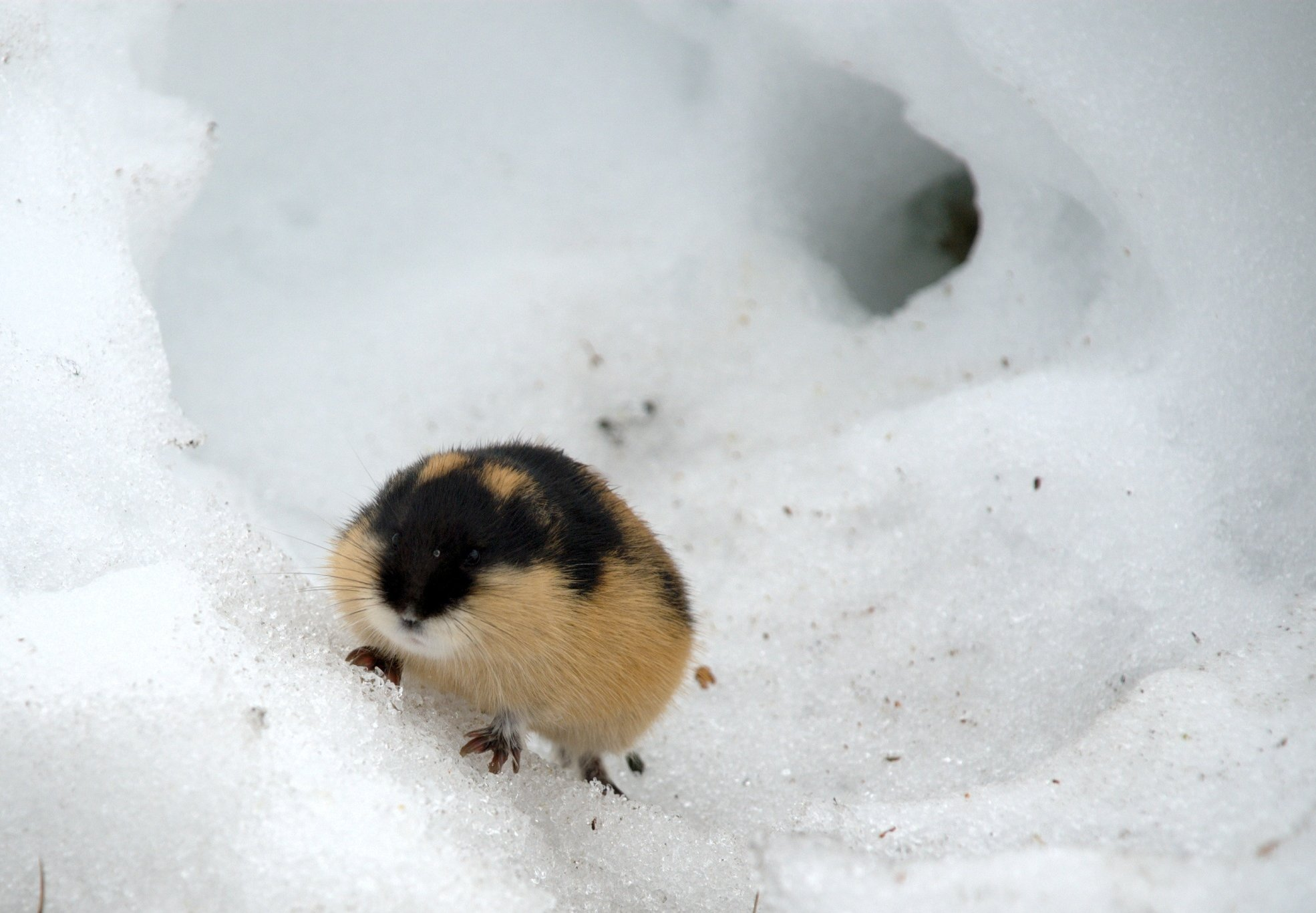
Lemming im Schnee
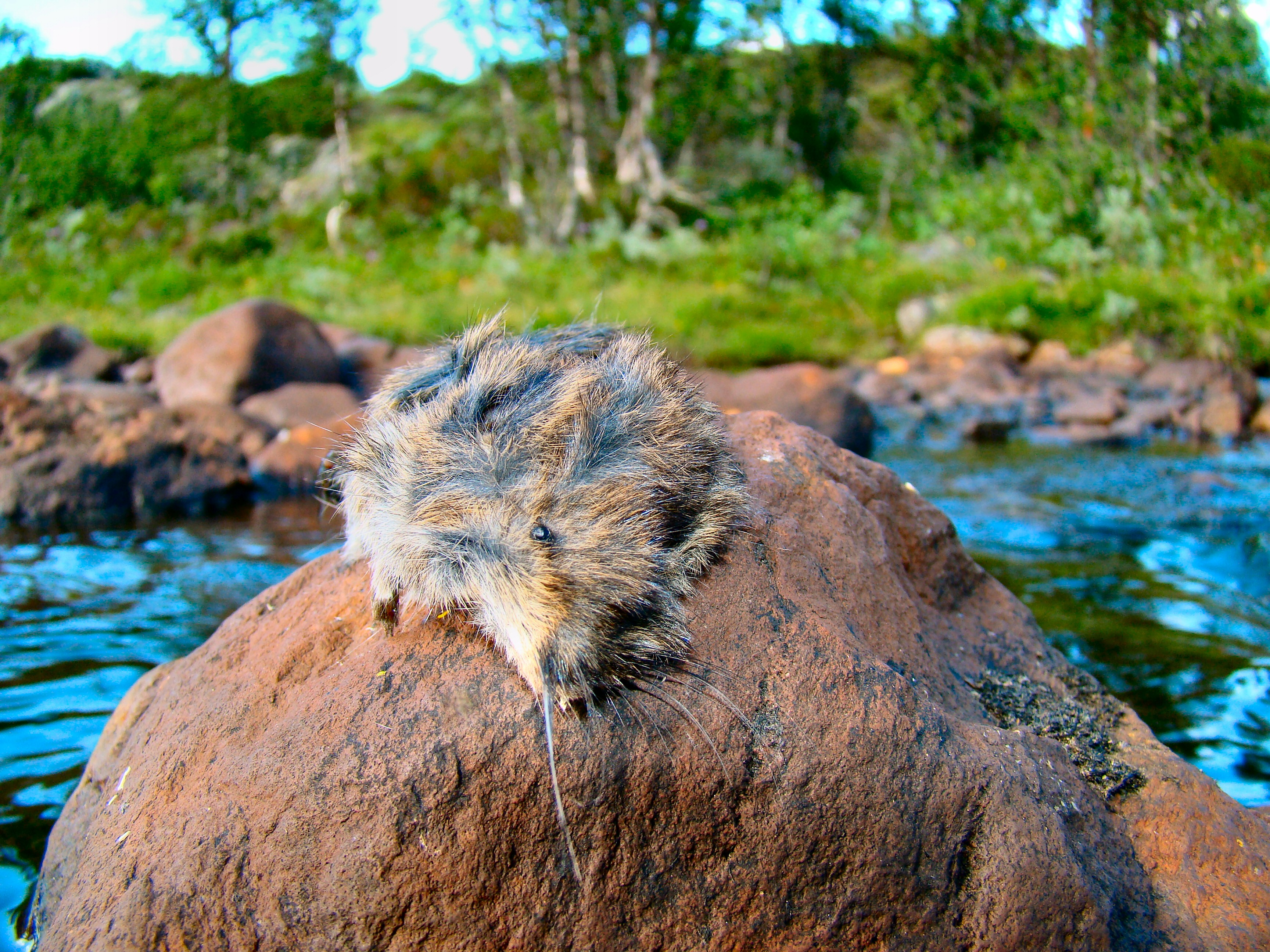
Ertrunken auf der Wanderschaft
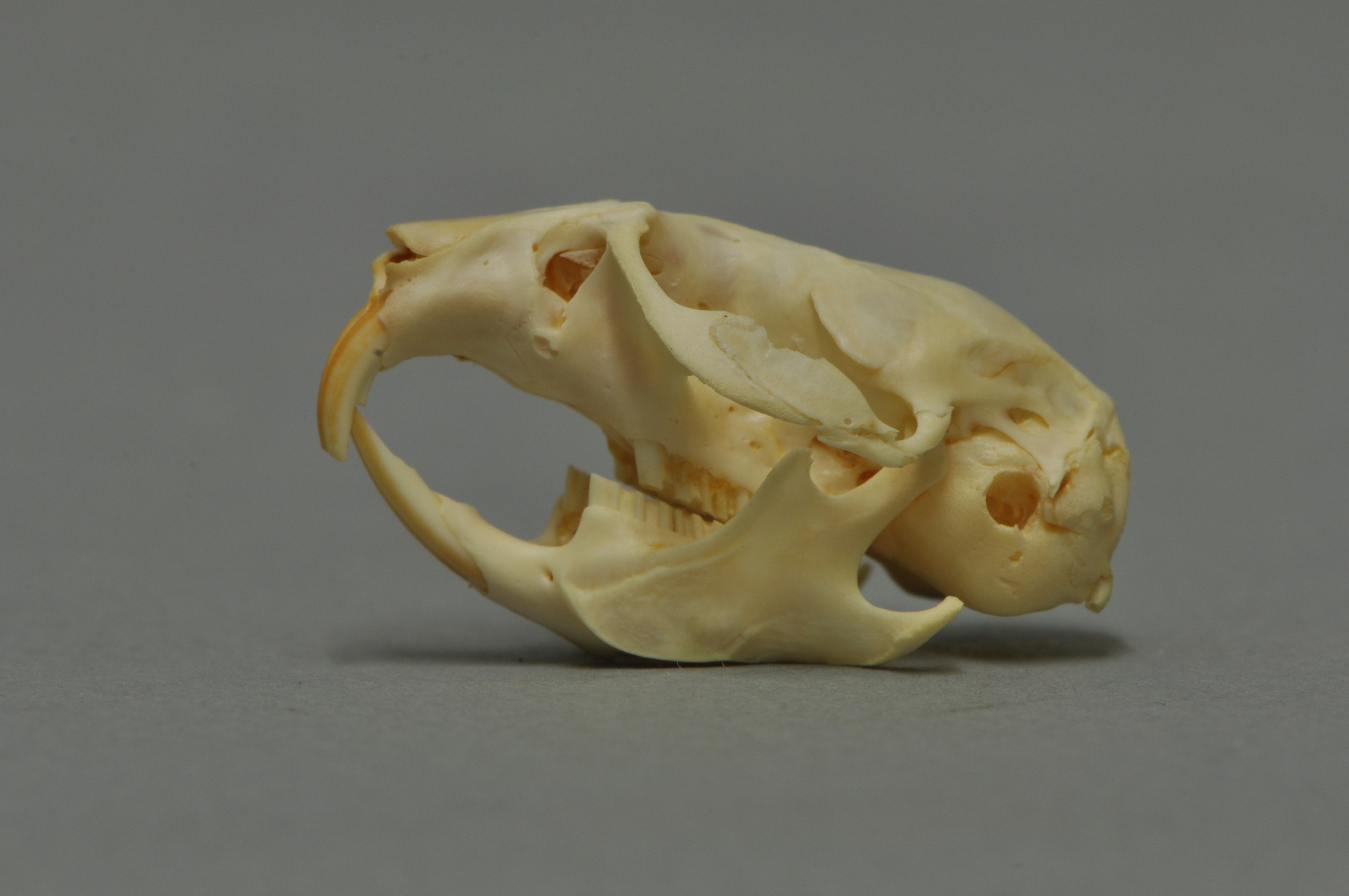
Schädel eines Berglemmings